# Potiaxixa gounellei
Potiaxixa gounellei är en skalbaggsart som först beskrevs av Dmytro Zajciw 1966.  Potiaxixa gounellei ingår i släktet Potiaxixa och familjen långhorningar.
Artens utbredningsområde är Surinam. Inga underarter finns listade i Catalogue of Life.